# Ајхенцел
Ајхенцел (њем. Eichenzell) општина је у њемачкој савезној држави Хесен. Једно је од 23 општинска средишта округа Фулда. Према процјени из 2010. у општини је живјело 11.145 становника. Посједује регионалну шифру (AGS) 6631006.

## Географски и демографски подаци
Ајхенцел се налази у савезној држави Хесен у округу Фулда. Општина се налази на надморској висини од 314 метара. Површина општине износи 56,0 km². У самом мјесту је, према процјени из 2010. године, живјело 11.145 становника. Просјечна густина становништва износи 199 становника/km².